# Serra de Queralt (Berguedà)
La serra de Queralt és un espai natural situat al centre de la comarca del Berguedà (Barcelona) i que fa de límit entre les formes suaus de la conca de l'Ebre i els relleus més escarpats dels Pirineus. Aquest espai està inclòs dins dels municipis de Berga, Castellar del Riu i Capolat. L'orientació de la serra és d'est a oest i està limitada pel sud per la carretera de Berga a Sant Llorenç de Morunys (BV-4241), per l'est pel serrat del Castell de Berga (o de Sant Ferran), per l'oest pel Portet i pel nord per la riera Demetge. A la seva part més oriental hi destaquen els cingles de Queralt, que inclouen l'esglèsia romànica de Sant Pere de Madrona i l'entorn del Santuari de la Mare de Déu de Queralt. A l'obaga d'aquests cingles s'hi localitza l'àrea recreativa de la Font Negra. La part més extensa de la serra es troba a l'oest, a continuació dels cingles de Queralt, on dominen les parets verticals dels cingles de Garreta en el seu vessant sud i els pendents més suaus al vessant nord. A la base de la cara sud s'hi troben algunes elevacions del terreny menors entre les quals destaquen el serrat de Fullaracs i el serrat Gran. El punt més alt de la serra és el cap de Tartaneda, on s'assoleixen els 1429,5 m d'altitud. Les característiques geològiques i biològiques de la serra de Queralt han fet possible que la major part de la seva superfície es trobi protegida dins de les xarxes del Pla d'Espais d'Interès Natural (PEIN) "Serra de Queralt i els Tossals", des de l'any 1992, i d'espais protegits europeus Natura 2000 "Serres de Queralt i els Tossals - Aigua d'Ora", des de l'any 2006.

Panoràmica del vessant sud de la serra de Queralt captada des de la serra de Noet on s'hi indiquen els principals topònims.

## Geologia

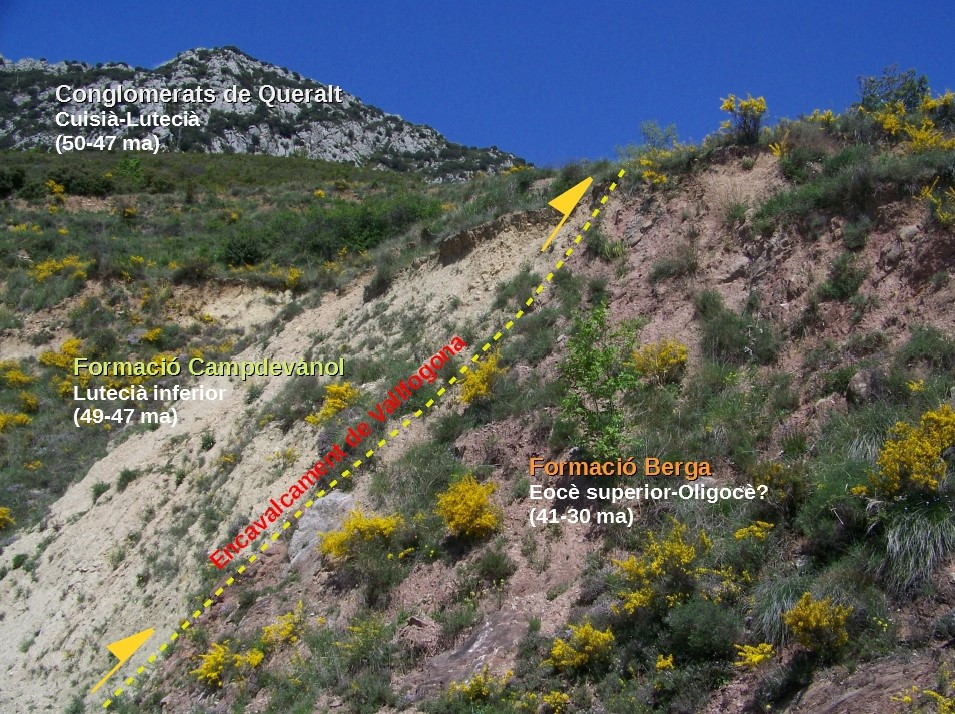
El contacte entre els materials al·lòctons del mantell del Cadí (margues grises amb gresos ocres intercalats de la formació Campdevànol) i els materials autòctons de la conca de l'Ebre (gresos i conglomerats vermells de la formació Berga), limitat per l'encavalcament de Vallfogona, es pot observar fàcilment a la cruïlla entre la carretera de Berga a Sant Llorenç de Morunys (BV-4241) i la que va cap a la font Negra fins al santuari de Queralt (BV-4242). Basat en els treballs de Solé-Sugrañés i Clavell i Viladrich.

La serra de Queralt està formada majoritàriament per roques sedimentàries d'origen carbonàtic. A la seva zona d'influència hi conflueixen tres unitats tectòniques diferents; dues són al·lòctones (mantells del Cadí i inferior del Pedraforca) i la restant és autòctona (conca de l'Ebre). L'encavalcament de Vallfogona fa de contacte entre els materials al·lòctons i la conca de l'Ebre. Per entendre'n la història geològica cal diferenciar la part dels cingles de Queralt de la resta de la serra doncs cadascuna d'elles té un origen particular.

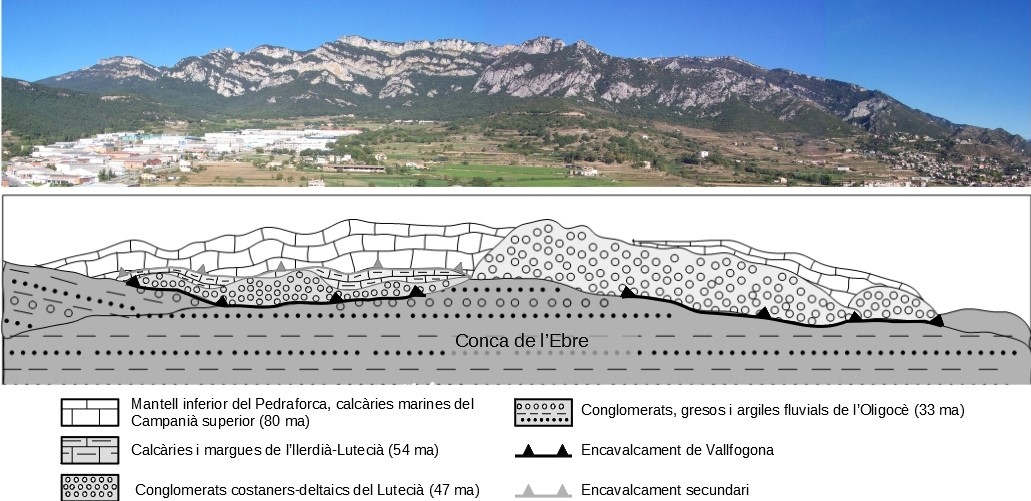
Esquema geològic simplificat del front pirinenc en el sector de la serra de Queralt on es mostren les generalitats de la seva estructura i litologia.

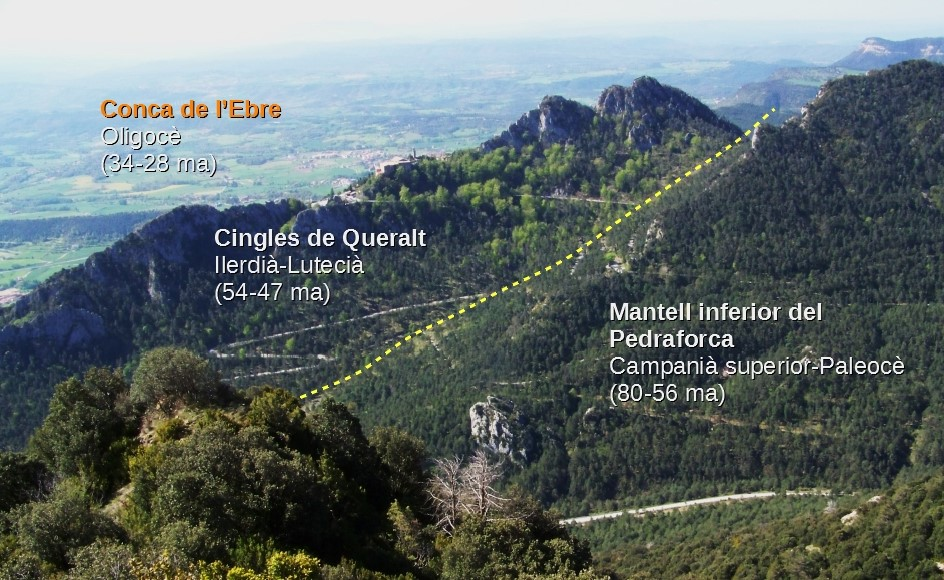
Vista del sector oriental de l'obaga la serra de Queralt on es pot veure el contacte entre els materials del mantell inferior del Pedraforca (més antics) i els que formen els cingles de Queralt (més recents). Al fons s'observen els relleus suaus de la conca de l'Ebre.

La part de la serra inclosa entre el Portet i els cingles de Queralt està formada per materials transportats des de més al nord durant la formació dels Pirineus i que pertanyen al mantell inferior del Pedraforca. Al vessant sud, hi afloren extensament calcàries marines originades durant el Campanià superior (fa uns 80 milions d'anys [ma]), les quals contenen fòssils d'invertebrats (per exemple, coralls, bivalves rudistes o equinoderms). Al vessant nord, aquestes calcàries estan cobertes per una sèrie de lutites, calcàries i gresos fortament comprimida i que correspon a la formació Tremp. La gènesi d'aquests materials es va produir en ambients d'aiguamolls costaners i fluviolacustres fa entre 72 i 56 ma.

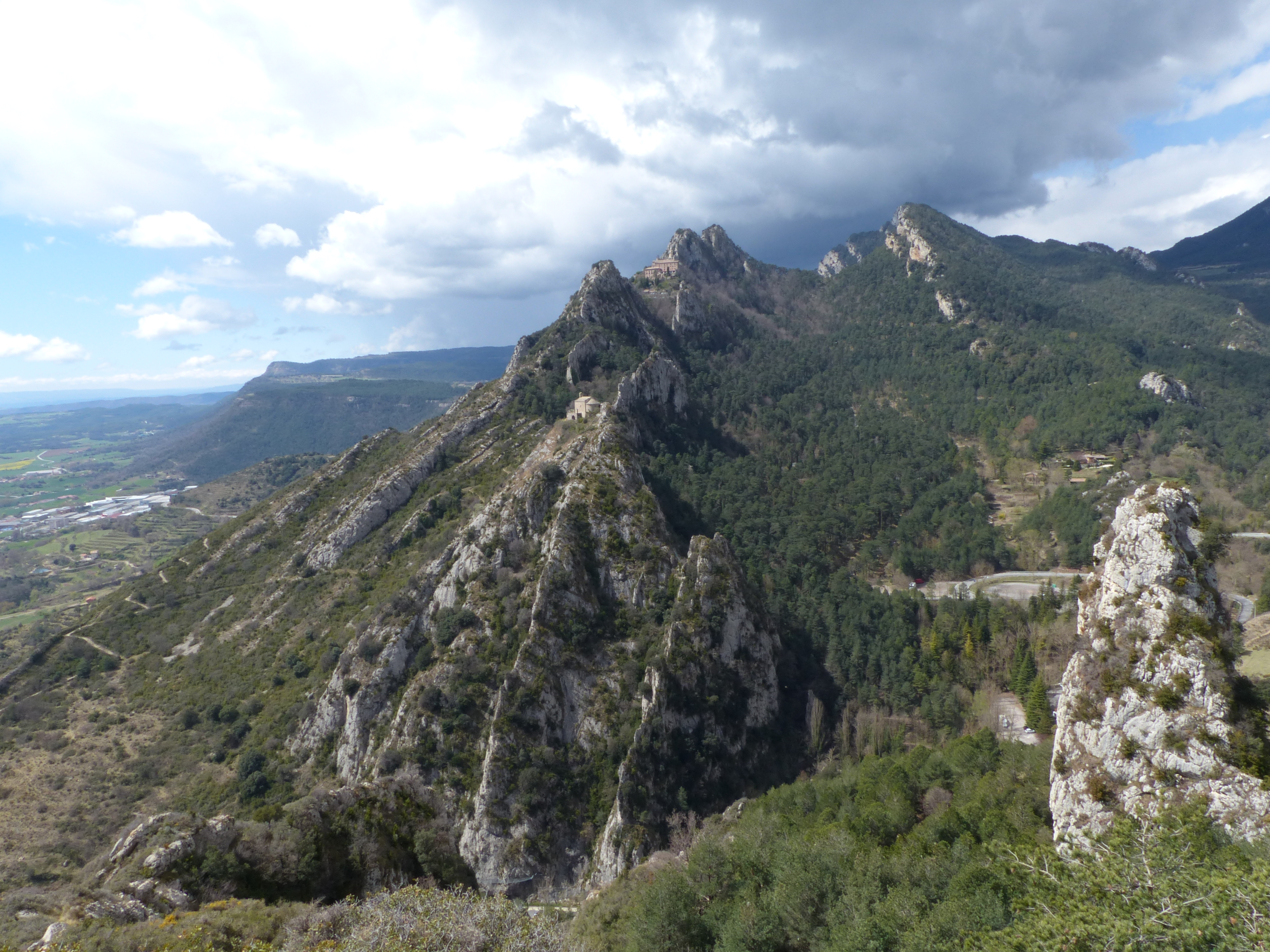
Vista de l'extrem oriental dels cingles de Queralt des dels Mercadals on es pot observar la disposició en ventall o discordança progressiva dels estrats de conglomerats lutecians.

Els cingles de Queralt estan constituïts per lutites, gresos i, sobretot, conglomerats més recents, fortament plombats i que es van originar entre l'Ilerdià i el Lutecià (fa entre 54 i 47 ma). Consisteixen en dipòsits de plataforma continental, costaners o deltaics que es van acumular a la falda dels relleus emergits i elevats del mantell inferior del Pedraforca mentre avançaven cap al sud fins a la seva localització actual. L'avenç del mantell inferior del Pedraforca, que inclou la resta de la serra de Queralt, va anar elevant i verticalitzant les capes de roca que constituirien els cingles de Queralt a la vegada que es consolidaven els seus sediments. La conseqüència d'aquest procés va ser la disposició vertical dels estrats dels cingles de Queralt en forma de ventall o discordança progressiva. Els darrers dipòsits de conglomerats, intercalats en una seqüència de gresos i margues grises-ocres, es coneixen com a formació Coubet i van fossilitzar l'encavalcament del mantell inferior del Pedraforca.

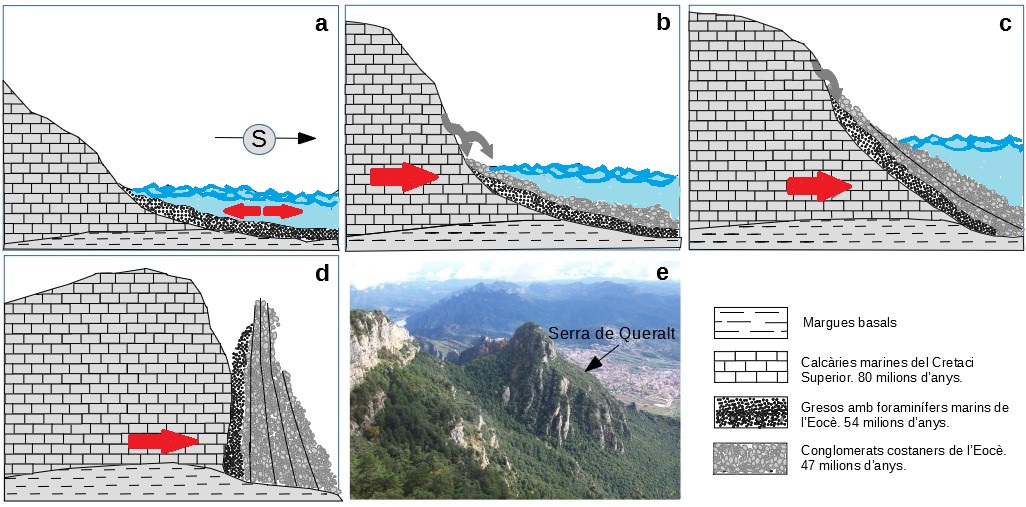
La següent sèrie de dibuixos il·lustra de forma sintètica el model de formació de la serra de Queralt. (a) Els materials d'origen calcari del mantell inferior del Pedraforca estan emergits i formen relleus elevats a tocar d'un mar interior que submergeix la conca de l'Ebre, al fons del qual es dipositen sorres i restes de foraminifers transportats per les marees. (b-c) A la vegada que s'eleva, el mantell inferior del Pedraforca es desplaça cap al sud inclinant les capes de sediments (còdols, graves i sorres) transportats des dels relleus emergits i que es dipositen a la seva base, al fons del mar. (d) Una vegada finalitzen els moviments tectònics que van originar els Pirineus, el mantell inferior del Pedraforca acaba de desplaçar-se cap al sud i deixa les capes de gresos amb foraminífers i conglomerats dels cingles de Queralt completament verticalitzats tal com es veu a la imatge (e). Basat en els esquemes d'Albert Martínez-Rius.

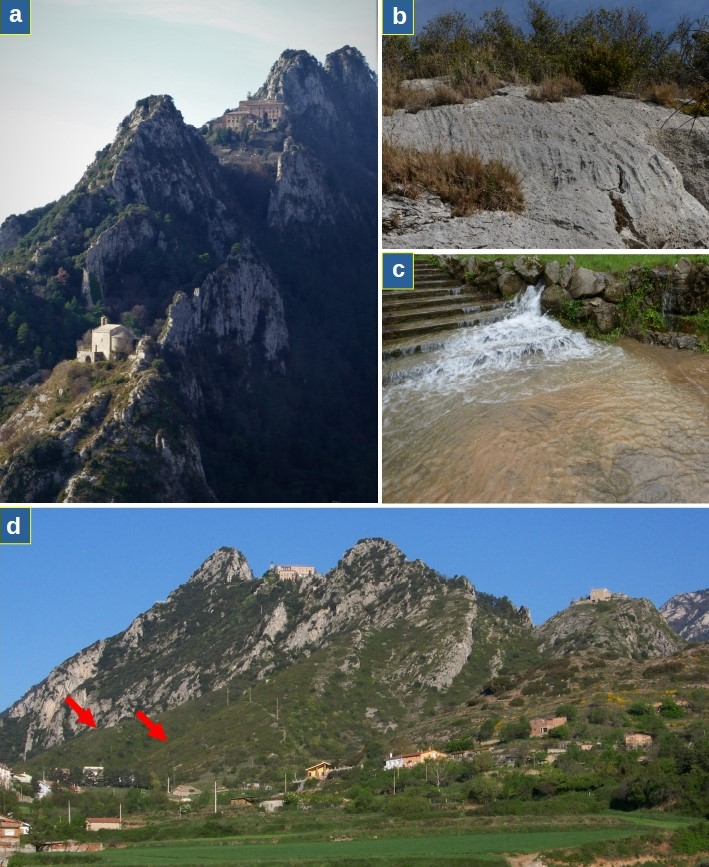
Diferents exemples dels relleus de la serra de Queralt: (a) Crestes o hogbacks sobre de l'esglèsia de Sant Pere de Madrona. (b) Rasclers. (c) Aqüífer brollant a la font dels Segadors després de les intenses pluges del maig de 2021. (d) Ventalls al·luvials (fletxes vermelles) al vessant sud dels cingles de Queralt.

Una vegada emergits, els relleus de la serra de Queralt van ser afectats per l'acció dels agents geològics externs al llarg de desenes de milions d'anys amb el seu punt àlgid durant les glaciacions del Quaternari. Com a conseqüència d'aquests processos, l'erosió diferencial dels materials més tous ha deixat relleus en forma de crestes o hogbacks al sector de Madrona i també ventalls al·luvials al vessant sud dels cingles de Queralt. D'altra banda, la naturalesa calcària de la majoria de materials que componen la serra fa que el modelat càrstic també hi tingui un paper destacat en forma de rasclers i aqüífers subterranis d'on brollen nombroses fonts.

## Clima

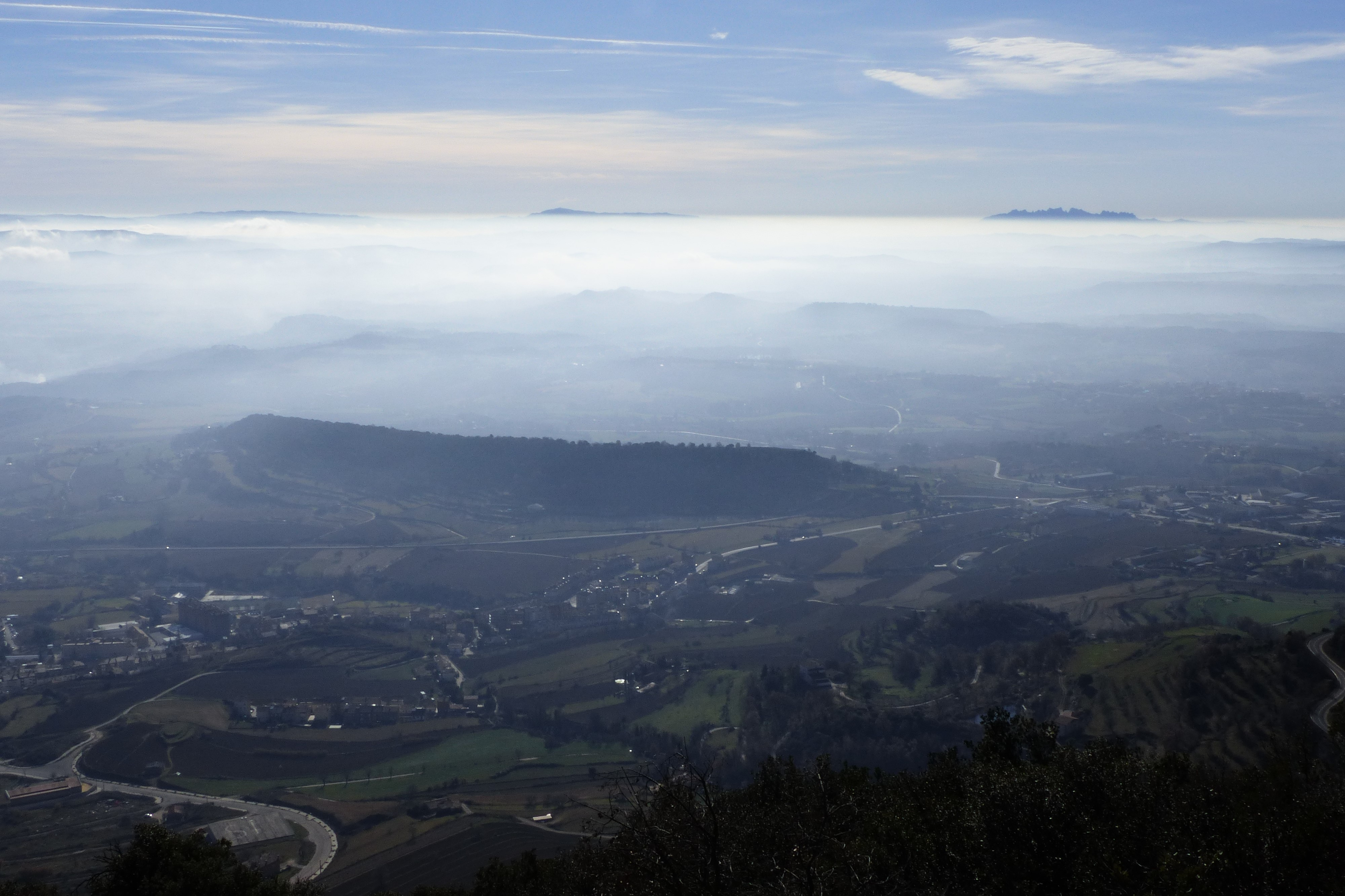
En els dies hivernals dominats per l'anticicló, l'aire fred s'acumula a la conca de l'Ebre formant les típiques boires mentre que les cotes més elevades del vessant sud de la serra de Queralt gaudeixen d'un temps assolellat i més calorós. Aquest fenomen es coneix com a inversió tèrmica.

La serra de Queralt es troba sota la influència d'un clima de tipus mediterrani de muntanya. Els hiverns hi són força secs mentre que les precipitacions es reparteixen sobretot al llarg de la resta d'estacions, amb màxims entre la primavera i l'estiu (especialment els mesos de maig i agost), quan la major insolació afavoreix el creixement de núvols convectius. De fet, els estius hi són més plujosos que en els climes mediterranis de les terres més baixes i els hiverns es caracteritzen per ser freds i amb glaçades freqüents. Les precipitacions mitjanes anuals oscil·len entre 800 i 850 mm mentre que les temperatures mitjanes mensuals varien entre els 4 °C del mes de febrer i els 20 °C del mes de juliol. No obstant, l'orientació de la serra d'est a oest produeix variacions apreciables entre les condicions climàtiques del solell i de l'obaga. En el primer, la major exposició solar fa que l'ambient sigui més càlid i eixut degut a que hi ha una major evapotranspiració. En canvi, el microclima del vessant nord es caracteritza per ser més fresc o fred i força més humit.

## Vegetació
L'orientació d'est a oest, el relleu escarpat, la seva naturalesa calcària, la proximitat a la Mediterrània i el clima condicionen fortament la vegetació de la serra de Queralt. En aquest sentit, hom pot distingir clarament la vegetació que creix al vessant de solell de la que domina a l'obaga.

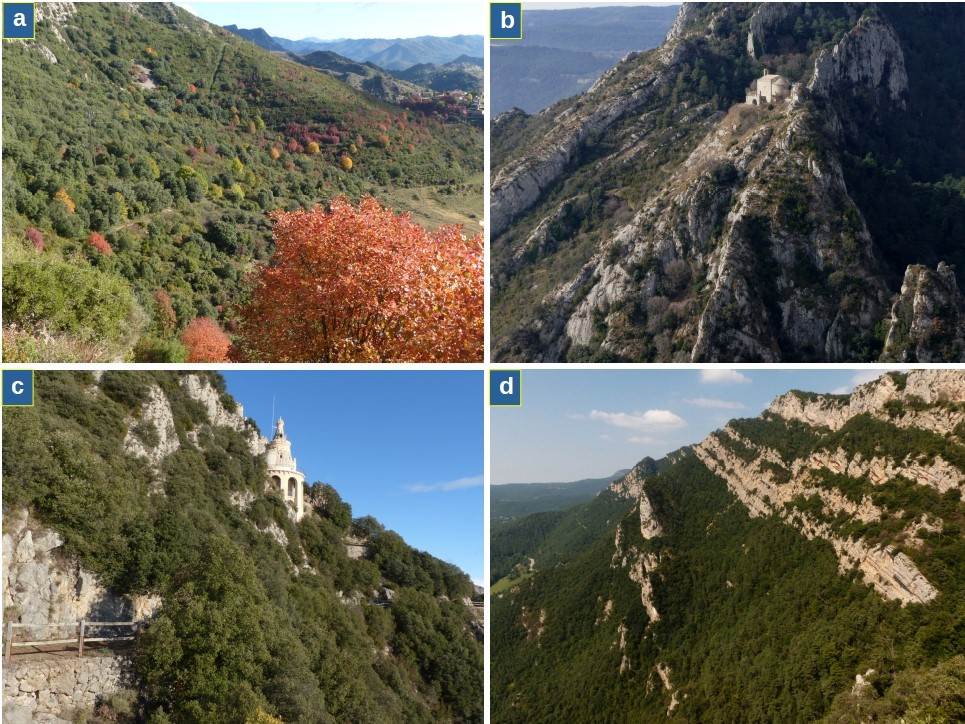
Diferents imatges de la vegetació del vessant sud de la serra de Queralt. (a) Alzinar i garriga amb freixes de flor aïllats a la base dels cingles de Queralt. (b) Arbusts entre la roca mare exposada sota de l'esglèsia de Sant Pere de Madrona. (c) Alzinar a la solana del camí de ronda de Queralt. (d) Boscos de pi roig alternats amb parets de calcària als cingles de Garreta.

### La vegetació del solell
L'ambient més eixut i assolellat i els relleus abruptes amb sòls més gruixuts a la base i la roca mare exposada a les cotes mitjanes i més altes caracteritzen el vessant sud de la serra de Queralt. A grans trets, en aquest entorn, aquestes condicions són adequades per a tot un seguit d'espècies submediterrànies i mediterrànies de tipus esclerofil·le —amb fulles perennes, petites, dures i de marges més o menys dentats— i tolerades per a determinades coníferes com el pi roig (Pinus sylvestris). Al vessant sud dels cingles de Queralt, les comunitats vegetals estan constituïdes principalment per garrics (Quercus coccifera) i alzinars de muntanya, amb alguna petita pineda de pi roig als entrants més ombrívols de la seva base. Entremig de la garriga i a les cotes més baixes s'hi poden observar fàcilment freixes de flor (Fraxinus ornus) aïllats. Els alzinars inclouen alzines (Quercus ilex) joves o rebrots dels arbres que van sobreviure a l'incendi que es va produir a la zona el 1978. Al sotabosc d'aquests alzinars hi predomina el boix (Buxus sempervirens) junt amb algunes espècies típicament mediterrànies com l'aladern (Rhamnus alaternus) o el galzeran (Ruscus aculeatus). A les parets rocalloses o a les zones més aclarides hi abunden arbusts, mates i herbes mediterrànies com l'argelaga (Genista scorpius), el timó (Thymus vulgaris), la porrassa (Asphodelus cerasiferus) o el te de roca (Chiliadenus saxatilis). Més enllà dels cingles de Queralt, en direcció cap al Portet, la vegetació de la solana es transforma en una extensa pineda de pi roig on també s'hi poden trobar algunes espècies de roure barrejades. Així doncs, en aquests entorns menys rocallosos i, especialment, a les parts més baixes hi predominen les espècies de tipus més submediterràni i submontà.

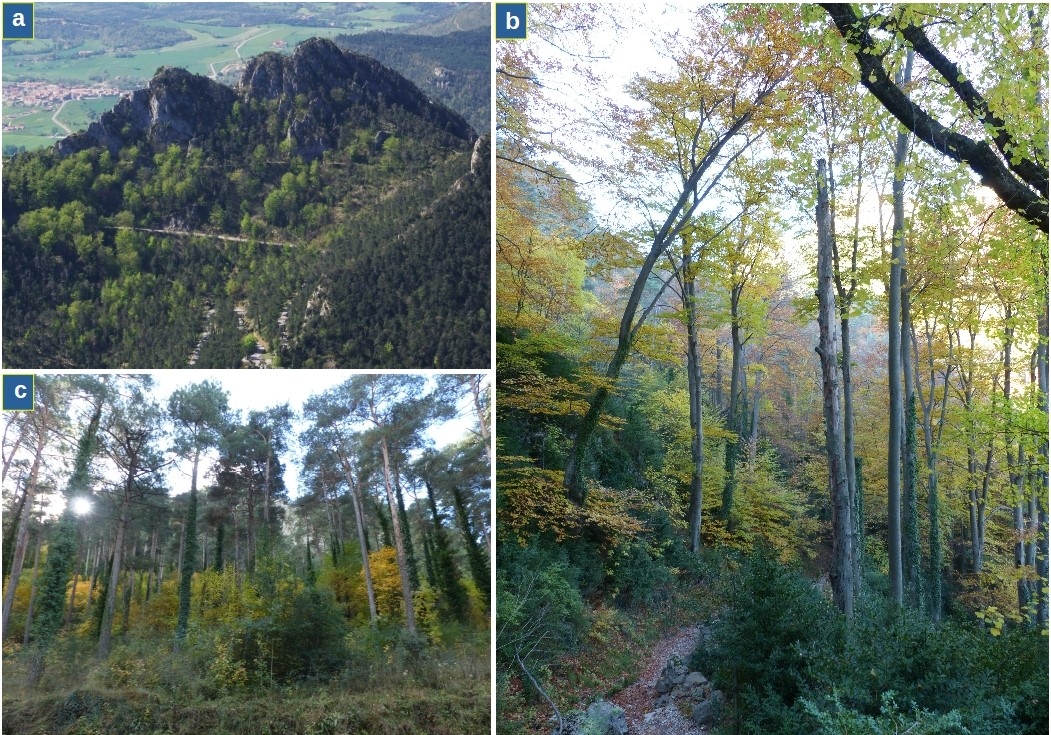
Vegetació característica del vessant nord de la serra de Queralt. (a) Vista de l'obaga dels cingles de Queralt on destaca la fageda envoltada per la pineda de pi roig. (b) Aspecte de la fageda amb sotabosc de boix que hi ha sota del santuari a la tardor. (c) Pineda de pi roig amb abundància de caducifolis en el seu estrat arbustiu.

### La vegetació de l'obaga
En contrast amb el vessant sud, l'obaga de la serra de Queralt és més fresca i humida. Fins i tot hi ha parts on a l'hivern amb prou feines hi incideix la llum del Sol. Conseqüentment, el vessant nord és el terreny d'una vegetació de tipus més montà o eurosiberià caracteritzada per pinedes de pi roig i espècies de fulla caduca i planifòlia. Així, les pinedes de pi roig abunden a la major part d'aquest vessant i mostren contrastos en els seus sotaboscos. En alguns casos, aquests estan formats per gramínies barrejades amb boix mentre que en d'altres inclouen arbres caducifolis com la blada (Acer opalus), l'avellaner (Corylus avellana) o la moixera gran (Sorbus aria) juntament amb un ric assortit d'espècies de port arbustiu i herbaci com el saüc (Sambucus nigra), el boix grèvol (Ilex aquifolium), el marcòlic vermell (Lilium martagon), el cucut (Primula veris), l'herba fetgera (Anemone hepatica) o la maduixera (Fragaria vesca). En alguns punts, especialment a la part més oriental de l'obaga del camí de ronda que envolta el Castellberguedà i just a sota del santuari, el faig (Fagus sylvatica) esdevé dominant i forma una singular fageda amb sotabosc de boix. A les parets de roca d'aquests ambients, és habitual observar-hi plantes rupícoles com l'orella d'ós (Ramonda myconi), la corona de rei (Saxifraga longifolia) o diferents espècies de Hieracium, algunes de les quals endèmiques de la serra. Cal dir però, que durant l'estiu del 2021, el sotabosc de l'obaga de la serra de Queralt ha quedat greument transformat per l'impacte devastador que han tingut les orugues de la papallona del boix (Cydalima perspectalis) sobre les poblacions locals de boix.

### La vegetació de ribera

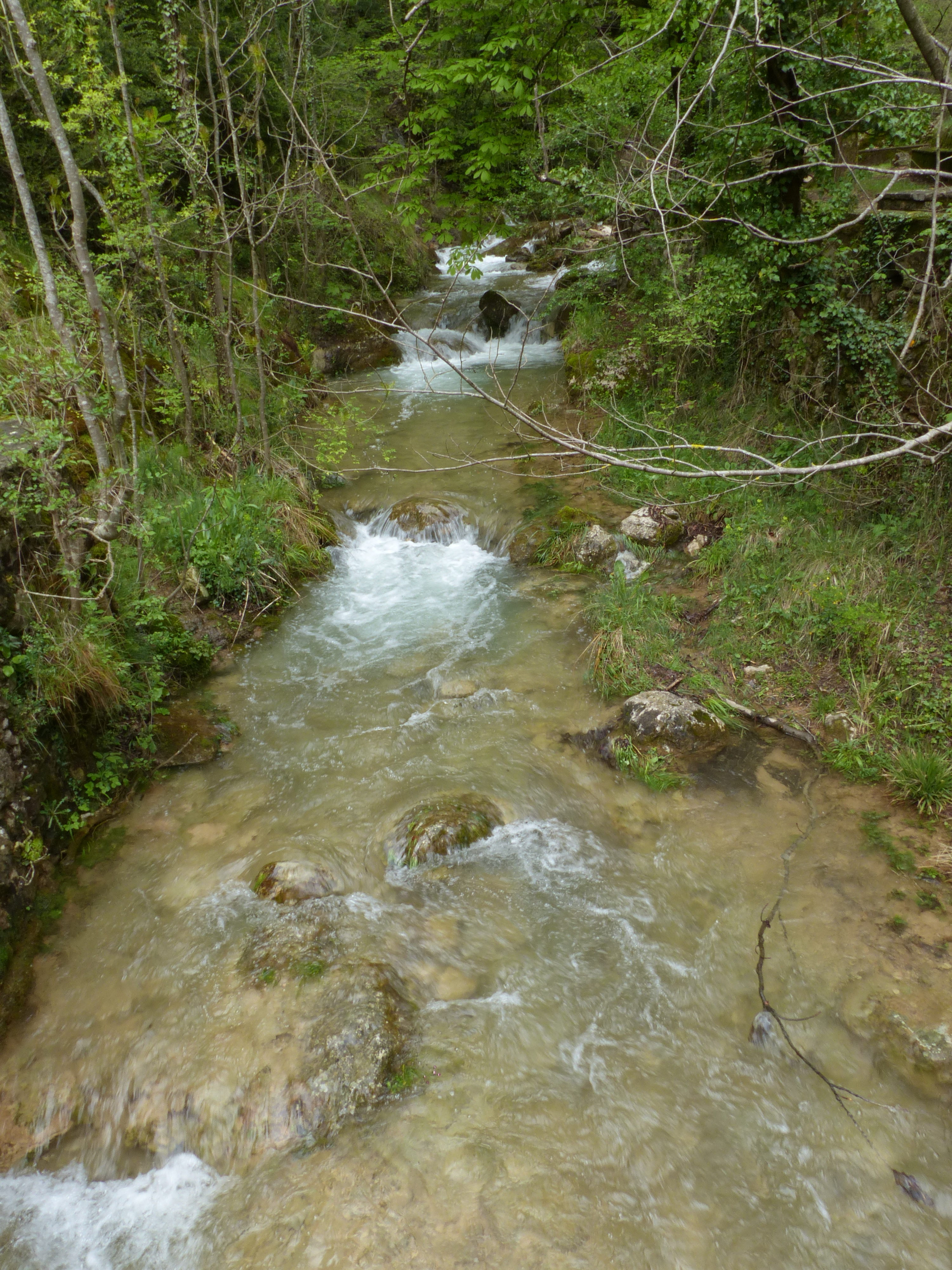
Part de la vegetació de ribera que acompanya la riera Demetge a la Font del Guiu.

A les ribes de la riera Demetge, especialment en el tram que hi ha entre la Font Negra i el serrat del Castell de Berga, hi creix un bosc de ribera poc desenvolupat amb pollancres (Populus nigra) i sarga (Salix elaeagnos) juntament amb taques de joncs i herbassars.

## Fauna
El coneixement de la diversitat faunística de la serra de Queralt és força desigual. Alguns grups, com els ocells, han estat prospectats intensament i se'n té un coneixement força exacte. No obstant, de la major part de la resta de grups o no se n'han realitzat estudis locals o les dades que se'n tenen són incompletes o no estan actualitzades.

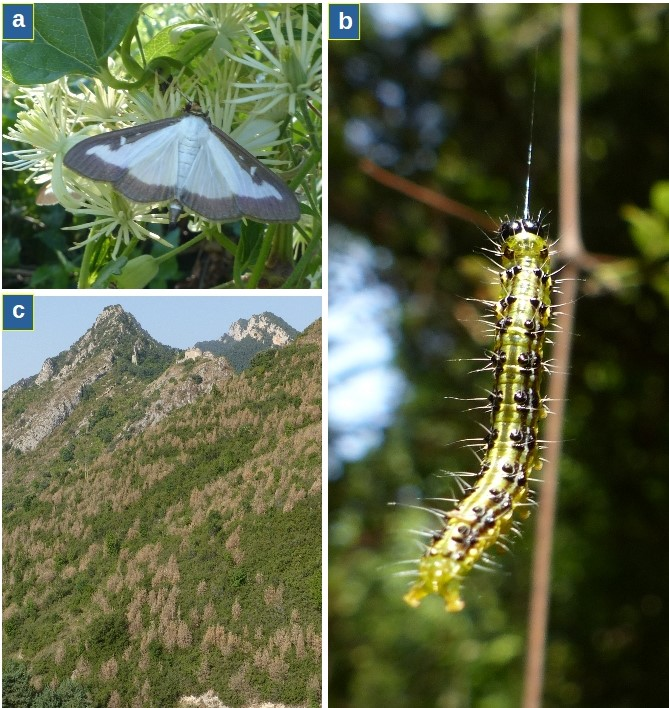
La papallona del boix és una espècie invasora de lepidòpter que ha malmés considerablement les poblacions de boix de la serra de Queralt durant l'estiu de 2021. (a) Papallona adulta descansant sobre una vidalva florida. (b) Oruga penjant del seu fil de seda. (c) Boixos afectats prop de l'hostal del Guiu.

Dins dels invertebrats, s'han identificat fins a una quarantena d'espècies de mol·luscs gasteròpodes representades per llimacs (Arion ater i Deroceras reticulatum) i cargols, els quals inclouen espècies amb conquilles heliciformes i globoses (per exemple, el cargol bover [Helix aspersa], el gitanet [Cepaea nemoralis] o la mongeta [Otala punctata]) i formes turriculades (per exemple, la Jaminia quadridens o la Zebrina detrita). La diversitat d'artròpodes segurament hi és elevada, però encara es tracta d'un grup força desconegut a la zona degut a la mancança d'inventaris detallats. S'hi han documentat miriàpodes (milpeus i escorpines), gèrrids, coleòpters (caràbids i cerambícids), mecòpters o lepidòpters (licaènids, geomètrids i saturniïds).
La diversitat dels vertebrats és força més coneguda que la dels grups anteriors. Els peixos i els amfibis hi estan representats per poques espècies a la serra de Queralt. Dins dels primers, s'hi havia citat la presència de truita comuna (Salmo trutta) en el passat. Entre els amfibis, la salamandra (Salamandra salamandra), el tritó pirinenc (Calotriton asper) i el gripau comú (Bufo bufo) hi són relativament fàcils d'observar. A més a més, també s'hi ha documentat la presència de granotes roja (Rana temporaria) i verda (Pelophylax perezi) i còtils (Alytes obstetricans). Els rèptils són habituals en els entorns més càlids i assolellats de la serra. Hi destaquen diferents espècies de sargantanes (ibèrica [Podarcis hispanicus], de paret o roquera [Podarcis muralis], cua-llarga [Psammodromus algirus]), el llangardaix comú (Timon lepidus), el vidriol (Anguis fragilis) i diversos ofidis (serp blanca [Zamenis scalaris], serp verda [Malpodon monspessulanus], serp llisa meridional [Coronella girondica], serp d'aigua [Natrix maura] i l'escurçó pirinenc [Vipera aspis]). De tros, els ocells són el grup de vertebrats més divers amb més d'un centenar d'espècies documentades a la zona que inclouen majoritàriament membres dels passeriformes, però també falconiformes (falcons), accipitriformes (àligues, l'esparver [Accipiter nisus], voltors), estrigiformes (gamarús [Strix aluco], duc [Bubo bubo]), columbiformes (tudó [Columba palumbus]) i piciformes (picots). Algunes espècies són típiques dels ambients mediterranis oberts, secs i assolellats de la solana de la serra com per exemple el bitxac comú (Saxicola torquatus), el gafarró (Serinus serinus), el tallarol capnegre (Sylvia melanocephala) o el tallarol de garriga (Sylvia cantillans). D'altres prefereixen els boscos més humits i ombrívols de la obaga com per exemple el gaig (Garrulus glandarius), el picasoques blau (Sitta europaea), el pinsà borroner (Pyrrhula pyrrhula), el tudó (Columba palumbus) o el picot negre (Dryocopus martius). Entre els rapinyaires de Queralt destaquen l'àguila marcenca (Circaetus gallicus), l'aligot comú (Buteo buteo), el falcó pelegrí (Falco peregrinus), el xoriguer (Falco tinnunculus) i el voltó comú (Gyps fulvus). A diferència dels ocells, els mamífers són més difícils d'observar a excepció d'algunes espècies com l'esquirol comú (Sciurus vulgaris) o el senglar (Sus scrofa) encara que sigui indirectament arrel d'extenses plapes de terre remogut mentre busca aliment. Addicionalment, també habiten la serra altres mamífers com el conill (Oryctolagus cuniculus), les musaranyes vulgar (Crocidura russula) i petita (Suncus etruscus), el ratolí de bosc (Apodemus sylvaticus), la guineu o guilla (Vulpes vulpes), la fagina (Martes foina) o el teixó (Meles meles).

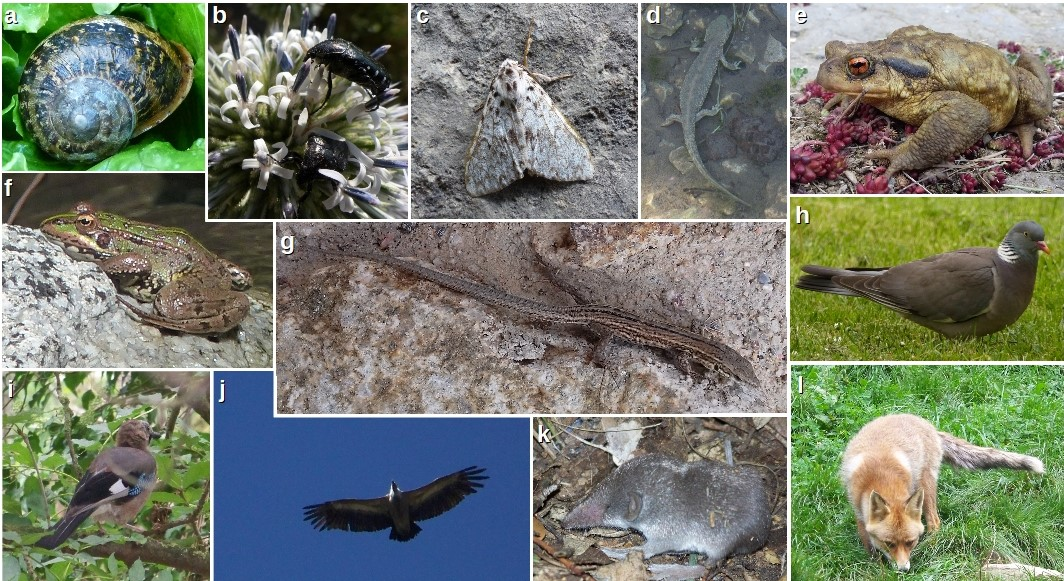
Alguns representants de la fauna de la serra de Queralt: a, Cargol bover; b, Coleòpter escarabèid (Oxythyrea funesta); c, Lepidòpter (Lymantria monacha); d, Tritó pirinenc; e, Gripau comú; f, Granota verda; g, Sargantana roquera; h, Tudó; i, Gaig; j, Voltor comú; k, Musaranya nana; l, Guineu.

## Santuari de Queralt
Al capdamunt de la Serra de Queralt hi ha el Santuari de Queralt dins del municipi de Berga (de l'antic terme de la Valldan). La llegenda diu que la imatge va ser trobada per un pastor de Vilaformiu. La imatge és del Segle XIV, i devia pertànyer al Castell de Madrona o al Castell Berguedà. Al Santuari hi ha rampes perquè els minusvàlids puguin anar a l'Església des del Funicular.